# 2020년 하계 올림픽 알제리 선수단
2020년 하계 올림픽 알제리 선수단은 2021년 일본 도쿄에서 열린 2020년 하계 올림픽에 참가한 올림픽 알제리 선수단이다. 총 14개 종목에서 41명의 선수가 참가했다. 이번 출전으로 알제리는 1976년 하계 올림픽 당시 아프리카 대륙 국가 주도로 아파르트헤이트에 대해 보이콧한 예를 제외하고 1964년 하계 올림픽부터 2020년 하계 올림픽까지 14번째로 출전하는 올림픽이 된다.

## 출전 선수
아래 목록은 하계 올림픽에 참가한 알제리 선수들의 수이다.
| 종목   | 남자 | 여자 | 총합 |
| ------ | ---- | ---- | ---- |
| 육상   | 4    | 1    | 5    |
| 복싱   | 5    | 3    | 8    |
| 카누   | 0    | 1    | 1    |
| 사이클 | 2    | 0    | 2    |
| 펜싱   | 2    | 2    | 4    |
| 유도   | 1    | 1    | 2    |
| 공수도 | 0    | 1    | 1    |
| 조정   | 2    | 0    | 2    |
| 요트   | 1    | 1    | 2    |
| 사격   | 0    | 1    | 1    |
| 수영   | 1    | 2    | 3    |
| 탁구   | 1    | 0    | 1    |
| 역도   | 1    | 0    | 1    |
| 레슬링 | 8    | 0    | 8    |
| 총합   | 28   | 13   | 41   |

## 출전 종목

### 육상
알제리 선수들은 육상 종목에서 상위 세계 랭킹 기준이나 예선 통과 시간 충족으로 각 종목당 최대 3명의 선수가 올림픽 본선에 진출하는 데 성공했다.
남자 트랙 종목 성적
| 출전 선수       | 부문         | 본선     | 본선 | 준결선        | 준결선        | 결선          | 결선          |
| 출전 선수       | 부문         | 결과     | 순위 | 결과          | 순위          | 결과          | 순위          |
| --------------- | ------------ | -------- | ---- | ------------- | ------------- | ------------- | ------------- |
| 압델말릭 라훌루 | 400m 허들    | 48.83 SB | 3 Q  | 49.14         | 5             | 진출하지 못함 | 진출하지 못함 |
| 야신 하닷       | 800m         | 1:46.20  | 5    | 진출하지 못함 | 진출하지 못함 | 진출하지 못함 | 진출하지 못함 |
| 히참 부치차     | 3000m 장애물 | 8.44.75  | 15   | 빈칸          | 빈칸          | 진출하지 못함 | 진출하지 못함 |

여자 트랙 종목 성적
| 출전 선수     | 부문      | 본선     | 본선 | 준결선        | 준결선        | 결선          | 결선          |
| 출전 선수     | 부문      | 결과     | 순위 | 결과          | 순위          | 결과          | 순위          |
| ------------- | --------- | -------- | ---- | ------------- | ------------- | ------------- | ------------- |
| 루브나 벤하자 | 400m 허들 | 57.19 PB | 8    | 진출하지 못함 | 진출하지 못함 | 진출하지 못함 | 진출하지 못함 |

필드 종목 성적
| 출전 선수     | 부문          | 본선  | 본선 | 결선     | 결선 |
| 출전 선수     | 부문          | 거리  | 순위 | 거리     | 순위 |
| ------------- | ------------- | ----- | ---- | -------- | ---- |
| 야세르 트리키 | 남자 세단뛰기 | 17.05 | 5 Q  | 17.43 NR | 5    |

### 복싱
알제리는 2020년 하계 올림픽 복싱 본선에서 남자 5명, 여자 3명 총 8명의 복싱 선수가 출전하였다. 남자 플라이급에 출전한 모하메드 플리시, 남자 슈퍼헤비급 선수인 초아입 블로디나츠, 올림픽 3관왕인 남자 헤비급 선수 압델하피드 벤차블라, 신인 4명 등 총 7명은 세네갈 디영니야디요(Diamniadio)에서 열린 2020년 아프리카 지역 올림픽 예선 최종전에서 승리하여 올림픽 본선에 진출하는 데 성공하였다. 이츠락 차이브는 IOC의 복싱 세계 랭킹 아프리카 지역 여자 미들급에서 1위를 차지해 올림픽 본선에 자동으로 진출하였다.
남자 성적
| 출전 선수           | 부문              | 32강전                          | 16강전                              | 준준결승      | 준결승        | 결승          | 결승          |
| 출전 선수           | 부문              | 상대방 결과                     | 상대방 결과                         | 상대방 결과   | 상대방 결과   | 상대방 결과   | 순위          |
| ------------------- | ----------------- | ------------------------------- | ----------------------------------- | ------------- | ------------- | ------------- | ------------- |
| 모하메드 플리시     | 남자 플라이급     | bye                             | 카를로 팔람 (PHI) · L 0–5           | 진출하지 못함 | 진출하지 못함 | 진출하지 못함 | 진출하지 못함 |
| 유네스 네무치       | 남자 미들급       | 카부마 세무주 (UGA) · W 5–0     | 유미르 마르시알 (PHI) · L RSC–I     | 진출하지 못함 | 진출하지 못함 | 진출하지 못함 | 진출하지 못함 |
| 모하메드 움리       | 남자 라이트헤비급 | 날레크 코르바 (VEN) · W 3–2     | 아를렌 로페스 (CUB) · L 0–5         | 진출하지 못함 | 진출하지 못함 | 진출하지 못함 | 진출하지 못함 |
| 압델하피드 벤차블라 | 남자 헤비급       | 사냐르 투르수노프 (UZB) · W 4–1 | 무슬림 가지마고메도프 (ROC) · L 0–5 | 진출하지 못함 | 진출하지 못함 | 진출하지 못함 | 진출하지 못함 |
| 초아입 블로디나츠   | 남자 슈퍼헤비급   | bye                             | [리차드 토레즈]] (USA) · L 0–5      | 진출하지 못함 | 진출하지 못함 | 진출하지 못함 | 진출하지 못함 |

여자 성적
| 출전 선수       | 부문          | 32강전                      | 16강전                      | 준준결승                  | 준결승        | 결승          | 결승          |
| 출전 선수       | 부문          | 상대방 결과                 | 상대방 결과                 | 상대방 결과               | 상대방 결과   | 상대방 결과   | 순위          |
| --------------- | ------------- | --------------------------- | --------------------------- | ------------------------- | ------------- | ------------- | ------------- |
| 루마이사 부알람 | 여자 플라이급 | 쭈따마스 찟뽕 (THA) · L 0–5 | 진출하지 못함               | 진출하지 못함             | 진출하지 못함 | 진출하지 못함 | 진출하지 못함 |
| 이마네 켈리프   | 여자 라이트급 | 빈칸                        | 마리엠 홈라니 (TUN) · W 5–0 | 켈리 해링턴 (IRL) · L 0–5 | 진출하지 못함 | 진출하지 못함 | 진출하지 못함 |
| 이츠락 차이브   | 여자 미들급   | 빈칸                        | 푸자 라니 (IND) · L 0–5     | 진출하지 못함             | 진출하지 못함 | 진출하지 못함 | 진출하지 못함 |

### 카누
알제리는 모로코 라바트에서 열린 2019년 아프리칸 게임에서 남아프리카 공화국이 푼 스프린트 스페어 출전권을 받아 이번 대회 싱글 카누 여자 K-1 출전권을 따내며 올림픽 본선에 진출하였다.
성적
| 출전 선수     | 부문          | 본선     | 본선 | 준준결선 | 준준결선 | 준결선        | 준결선        | 결선          | 결선          |
| 출전 선수     | 부문          | 시간     | 순위 | 시간     | 순위     | 시간          | 순위          | 시간          | 순위          |
| ------------- | ------------- | -------- | ---- | -------- | -------- | ------------- | ------------- | ------------- | ------------- |
| 아미라 케리스 | 여자 K-1 200m | 48.306   | 7 QF | 49.412   | 8        | 진출하지 못함 | 진출하지 못함 | 진출하지 못함 | 진출하지 못함 |
| 아미라 케리스 | 여자 K-1 500m | 2:13.626 | 7 QF | 2:07.548 | 6        | 진출하지 못함 | 진출하지 못함 | 진출하지 못함 | 진출하지 못함 |

### 사이클
알제리는 UCI 로드 레이싱 세계 순위에서 남자 부문 상위 50위 내에 드는 선수 2명이 사이클 도로 사이클 부문에서 올림픽 본선에 진출하는 데 성공했다.
성적
| Athlete       | Event          | Time           | Rank           |
| ------------- | -------------- | -------------- | -------------- |
| 아제딘 라가브 | 남자 개인 도로 | 중도 포기(DNF) | 중도 포기(DNF) |
| 아제딘 라가브 | 남자 도로 독주 | 1:05:21.53     | 36             |
| 함자 만소리   | 남자 개인 도로 | 중도 포기(DNF) | 중도 포기(DNF) |

### 펜싱
알제리는 올림픽 본선에 총 4명의 펜싱 선수가 진출하였다. 남자 플레뢰 선수 살림 헤루이, 남자 샤브르 선수 아크람 부나비, 여자 플뢰레 선수 메리엠 메바르키, 여자 샤브르 선수 카오세르 모하메드 벨케비르 넷 모두 이집트 카이로에서 열린 아프리카 지역 예선 개인전에서 각각 1위를 차지하며 올림픽 본선에 진출하는 데 성공했다.
성적
| 출전 선수                  | 부문             | 64강전                               | 32강전        | 16강전        | 준준결승      | 준결승        | 결승 / BM     | 결승 / BM     |
| 출전 선수                  | 부문             | 상대방 점수                          | 상대방 점수   | 상대방 점수   | 상대방 점수   | 상대방 점수   | 상대방 점수   | 순위          |
| -------------------------- | ---------------- | ------------------------------------ | ------------- | ------------- | ------------- | ------------- | ------------- | ------------- |
| 살림 헤루이                | 남자 개인 플뢰레 | 블라디슬라프 밀니코프 (ROC) · L 6–15 | 진출하지 못함 | 진출하지 못함 | 진출하지 못함 | 진출하지 못함 | 진출하지 못함 | 진출하지 못함 |
| 아크람 부나비              | 남자 개인 사브르 | 스트리츠 가이토 (JPN) · L 9–15       | 진출하지 못함 | 진출하지 못함 | 진출하지 못함 | 진출하지 못함 | 진출하지 못함 | 진출하지 못함 |
| 메리엠 메바르키            | 여자 개인 플뢰레 | 플로러 파스토르 (HUN) · L 8–15       | 진출하지 못함 | 진출하지 못함 | 진출하지 못함 | 진출하지 못함 | 진출하지 못함 | 진출하지 못함 |
| 카오세르 모하메드 벨케비르 | 여자 개인 사브르 | 양헝위 (CHN) · L 1–15                | 진출하지 못함 | 진출하지 못함 | 진출하지 못함 | 진출하지 못함 | 진출하지 못함 | 진출하지 못함 |

### 유도
알제리는 총 2명의 유도 선수가 본선에 진출하였다. 남자 라이트 73kg 선수 페티 누리네는 2021년 6월 28일 기준 세계 유도 연맹(JF) 세계 랭킹 리스트에서 아프리카 대륙 부문 1위로 예선전 없이 바로 올림픽 본선에 진출하는 데 성공했다. 또한 여자 헤비 +78kg급 선수인 소니아 아실라는 본인 체급의 본선 출전권 경기에서 차순위 예비 선수 명단을 통해 올림픽 본선에 진출하는 데 성공했다.
페티 누리네는 이스라엘 국적 선수와 경기할 가능성이 있다며 대회를 포기하였다. 64강전에서 승리하였다면 대회 5위에 오른 이스라엘 국적 유도 선수인 토하르 부불과 경기를 치룰 예정이었다. 누리네는 이스라엘-팔레스타인 분쟁에서 팔레스타인을 지지하겠다며 경기 포기 이유를 밝혔다. 국제 유도 연맹은 즉시 누리네 선수와 코치인 아마르 베니클레프를 출전 정지시킨 뒤 도쿄에서 알제리로 강제 귀국시켰다. 연맹은 추방 이유를 다음과 같이 밝혔다.
"IJF의 규정에 따르면 올림픽 헌장, 특히 올림픽 경기의 중립성과 경기 자체의 중립을 천명하는 규정인 50.2조에 따라 "올림픽 개최지, 경기장, 또는 기타 지역에서 어떠한 시위나 정치적, 종교적, 인종적 선전을 허가하지 않는다"라고 명시되어 있다. 이에 따라 페티 누리네와 아마르 베니클레프는 IJF 징계위원회의 결정으로 현재 출전 자격이 정지된 상태이며 또한 알제리로 귀국할 경우 알제리 내 올림픽 위원회에서도 징계를 받을 것이다.

이어 "유도 종목은 존중과 우정 등 강한 도덕률에 바탕을 둔 스포츠로 우리 스포츠의 핵심적인 가치와 원칙에 어긋나는 차별을 용납하지 않을 것"이라고 덧붙였다. 올림픽 폐회 이후 유도 연맹의 징계위원회가 최종 징계 처리를 담당한다.
성적
| 출전 선수     | 부문       | 64강전                           | 32강전                                | 16강전        | 준준결승      | 준결승        | 패자부활전    | 결승 / BM     | 결승 / BM     |
| 출전 선수     | 부문       | 상대방 결과                      | 상대방 결과                           | 상대방 결과   | 상대방 결과   | 상대방 결과   | 상대방 결과   | 상대방 결과   | 순위          |
| ------------- | ---------- | -------------------------------- | ------------------------------------- | ------------- | ------------- | ------------- | ------------- | ------------- | ------------- |
| 페티 누리네   | 남자 73kg  | 모하메드 압달라라술 (SUD) · L WO | 진출하지 못함                         | 진출하지 못함 | 진출하지 못함 | 진출하지 못함 | 진출하지 못함 | 진출하지 못함 | 진출하지 못함 |
| 소니아 아실라 | 여자 +78kg | 빈칸                             | 옐리자베타 칼라니나 (UKR) · L 002–100 | 진출하지 못함 | 진출하지 못함 | 진출하지 못함 | 진출하지 못함 | 진출하지 못함 | 진출하지 못함 |

### 공수도
알제리는 올림픽 본선에 공수도 선수 1명이 진출하는 데 성공하였다. 여자 +61kg 선수인 람야 마투브는 세계 공수도 협회 랭킹 기준 아프리카 지역 1위를 달성하며 본선에 진출하였다.
성적
| 출전 선수   | 부문       | 본선 진출전                 | 본선 진출전                   | 본선 진출전        | 본선 진출전                     | 본선 진출전 | 준결승        | 결승          | 결승                              |
| 출전 선수   | 부문       | 상대방 결과                 | 상대방 결과                   | 상대방 결과        | 상대방 결과                     | 순위        | 상대방 결과   | 상대방 결과   | 순위                              |
| ----------- | ---------- | --------------------------- | ----------------------------- | ------------------ | ------------------------------- | ----------- | ------------- | ------------- | --------------------------------- |
| 람야 마투브 | 여자 +61kg | 엘레나 퀴리치 (SUI) · L 1–2 | 하미데 아바살리 (IRI) · L 0–4 | 궁리 (CHN) · L 0–4 | 페리알 압델라지즈 (EGY) · D 0–0 | 5           | 진출하지 못함 | 진출하지 못함 | 9 보관됨 2021-08-09 - 웨이백 머신 |

### 조정
알제리는 2019년 튀니지 튀니스에서 열린 2019년 FISA 아프리카 지역 올림픽 예선전 남자 라이트급 더블스컬 부문에서 금메달을 차지하며 1개 팀이 올림픽 조정 본선에 진출하는 데 성공했다.
성적
| 출전 선수                         | 부문          | 본선    | 본선 | 패자부활전 | 패자부활전 | 준결선 | 준결선 | 결선    | 결선 |
| 출전 선수                         | 부문          | 시간    | 순위 | 시간       | 순위       | 시간   | 순위   | 시간    | 순위 |
| --------------------------------- | ------------- | ------- | ---- | ---------- | ---------- | ------ | ------ | ------- | ---- |
| 시드 알리 부디나 카멜 아잇 다우드 | 남자 더블스컬 | 6:57.32 | 6 R  | 7:12.08    | 6 FC       | bye    | bye    | 6:41.62 | 17   |

### 요트
알제리에서는 세계 선수권 대회와 대륙권 올림픽 예선전을 통해 남자 1명, 여자 1명 총 2명의 선수가 올림픽 본선에 진출하는 데 성공했다.
성적
| 출전 선수     | 부문        | 시기 | 시기 | 시기 | 시기 | 시기 | 시기 | 시기 | 시기 | 시기 | 시기 | 시기 | 시기 | 시기 | 총 점수 | 최종 순위 |
| 출전 선수     | 부문        | 1    | 2    | 3    | 4    | 5    | 6    | 7    | 8    | 9    | 10   | 11   | 12   | M*   | 총 점수 | 최종 순위 |
| ------------- | ----------- | ---- | ---- | ---- | ---- | ---- | ---- | ---- | ---- | ---- | ---- | ---- | ---- | ---- | ------- | --------- |
| 함자 부라스   | 남자 RS:X급 | 21   | 23   | 24   | 25   | DNF  | 18   | 25   | 24   | 25   | 25   | 25   | 25   | EL   | 260     | 25        |
| 아미나 베리치 | 여자 RS:X급 | 23   | 26   | 24   | DNF  | DNF  | 26   | 27   | 27   | DNF  | 27   | 26   | 27   | EL   | 289     | 27        |

### 사격
알제리는 2019년 아프리카 지역 세계 선수권 대회에서 진출했던 시마 하샤드가 도핑 혐의로 실격되면서 ISSF로부터 여자 10m 공기소총 차상위 사수로 올림픽 본선 지명권을 획득했다. 본선에 진출할 선수는 2020년 5월 31일 전까지 최소 예선 점수(MQS) 기준을 넘어야 한다.
성적
| 출전 선수 | 부문              | 본선  | 본선 | 결선          | 결선          |
| 출전 선수 | 부문              | 점수  | 순위 | 점수          | 순위          |
| --------- | ----------------- | ----- | ---- | ------------- | ------------- |
| 호다 차비 | 여자 10m 공기소총 | 619.5 | 39   | 진출하지 못함 | 진출하지 못함 |

### 수영
알제리에서는 총 2명의 선수가 올림픽 최소 시간 기준(QQT)를 통과하고, 총 1명의 선수가 올림픽 선발 시간(OST) 기준을 충족하여 총 3명의 선수가 올림픽 본선에 진출해 참가하는 데 성공했다.
성적
| 출전 선수       | 부문               | 본선  | 본선 | 준결선        | 준결선        | 결선          | 결선          |
| 출전 선수       | 부문               | 시간  | 순위 | 시간          | 순위          | 시간          | 순위          |
| --------------- | ------------------ | ----- | ---- | ------------- | ------------- | ------------- | ------------- |
| 우사마 사눈     | 남자 50m 자유형    | 22.61 | 37   | 진출하지 못함 | 진출하지 못함 | 진출하지 못함 | 진출하지 못함 |
| 우사마 사눈     | 남자 100m 자유형   | 49.65 | 37   | 진출하지 못함 | 진출하지 못함 | 진출하지 못함 | 진출하지 못함 |
| 수아드 셰루아티 | 여자 10km 야외수영 | 빈칸  | 빈칸 | 빈칸          | 빈칸          | 2:17:21.6     | 25            |
| 아멜 메리흐     | 여자 50m 자유형    | 25.77 | =35  | 진출하지 못함 | 진출하지 못함 | 진출하지 못함 | 진출하지 못함 |
| 아멜 메리흐     | 여자 100m 자유형   | 56.65 | 39   | 진출하지 못함 | 진출하지 못함 | 진출하지 못함 | 진출하지 못함 |

### 탁구
알제리는 이번 올림픽 본선에서 탁구 선수 1명이 본선에 진출하는 데 성공했다. 라르비 부리아 선수는 튀니지 튀니스에서 열린 2020년 아프리카 지역 올림픽 예선전에서 남자 단식 4강에 진출해 올림픽 본선 출전권을 획득하였다.
성적
| 출전 선수     | 부문      | 본선 진출전                 | 본선 1차전    | 본선 2차전    | 본선 3차전    | 16강전        | 준준결승      | 준결승        | 결승 / BM     | 결승 / BM     |
| 출전 선수     | 부문      | 상대망 결과                 | 상대망 결과   | 상대망 결과   | 상대망 결과   | 상대망 결과   | 상대망 결과   | 상대망 결과   | 상대망 결과   | 순위          |
| ------------- | --------- | --------------------------- | ------------- | ------------- | ------------- | ------------- | ------------- | ------------- | ------------- | ------------- |
| 라르비 부리아 | 남자 단식 | 벤체 머요로시 (HUN) · L 0–4 | 진출하지 못함 | 진출하지 못함 | 진출하지 못함 | 진출하지 못함 | 진출하지 못함 | 진출하지 못함 | 진출하지 못함 | 진출하지 못함 |

### 역도
알제리는 남자 선수 1명이 역도 본선에 진출하는 데 성공했다. 국제 역도 연맹(IWF) 대륙권 랭킹 기준 남자 +109kg 급에서 왈리드 비다니 선수가 아프리카 대륙 1위를 차지해 역도 올림픽 본선 진출권을 획득하였다.
성적
| 출전 선수     | 부문        | 인상                   | 인상                   | 용상                   | 용상                   | 총합                   | 순위                   |
| 출전 선수     | 부문        | 결과                   | 순위                   | 결과                   | 순위                   | 총합                   | 순위                   |
| ------------- | ----------- | ---------------------- | ---------------------- | ---------------------- | ---------------------- | ---------------------- | ---------------------- |
| 왈리드 비다니 | 남자 109+kg | 코로나19 감염으로 결장 | 코로나19 감염으로 결장 | 코로나19 감염으로 결장 | 코로나19 감염으로 결장 | 코로나19 감염으로 결장 | 코로나19 감염으로 결장 |

### 레슬링
알제리는 이번 올림픽에서 총 8명의 레슬링 선수가 본선에 진출하였다. 이 8명 모두 튀니지 함마메트에서 열린 2021년 아프리카&오세아니아 지역 올림픽 예선 토너먼트전에서 결선 2위 이내에 진출해 올림픽 본선에 진출하는 데 성공했다.
자유형 성적
| 출전 선수         | 부문              | 16강전                             | 준준결승      | 준결승        | 패자부활전    | 결승 / BM     | 결승 / BM |
| 출전 선수         | 부문              | 상대방 결과                        | 상대방 결과   | 상대방 결과   | 상대방 결과   | 상대방 결과   | 순위      |
| ----------------- | ----------------- | ---------------------------------- | ------------- | ------------- | ------------- | ------------- | --------- |
| 압델하크 케르바슈 | 남자 자유형 57kg  | 게오르기 반겔로프 (BUL) · L 0–4 ST | 진출하지 못함 | 진출하지 못함 | 진출하지 못함 | 진출하지 못함 | 16        |
| 파테 벤페르잘라   | 남자 자유형 86kg  | 슈테판 라이히무트 (SUI) · L 1–3 PP | 진출하지 못함 | 진출하지 못함 | 진출하지 못함 | 진출하지 못함 | 11        |
| 모하메드 파르지   | 남자 자유형 97kg  | 알리셰르 예르갈리 (KAZ) · L 0–5 VA | 진출하지 못함 | 진출하지 못함 | 진출하지 못함 | 진출하지 못함 | 16        |
| 자히드 베라할     | 남자 자유형 125kg | 에그존 샬라 (KOS) · L 0–5 VT       | 진출하지 못함 | 진출하지 못함 | 진출하지 못함 | 진출하지 못함 | 14        |

그레코로만형 성적
| 출전 선수            | 부문                   | 본선 진출전             | 16강전                                | 준준결승                     | 준결승        | 패자부활전                           | 결승 / BM     | 결승 / BM |
| 출전 선수            | 부문                   | 상대방 결과             | 상대방 결과                           | 상대방 결과                  | 상대방 결과   | 상대방 결과                          | 상대방 결과   | 순위      |
| -------------------- | ---------------------- | ----------------------- | ------------------------------------- | ---------------------------- | ------------- | ------------------------------------ | ------------- | --------- |
| 압델카림 페르가트    | 남자 그레코로만형 60kg | 빈칸                    | 후니타 게니치로 (JPN) · L 0–3 PO      | 진출하지 못함                | 진출하지 못함 | 울리한 세르크 (CHN) · L 1–3 PP       | 진출하지 못함 | 13        |
| 압델말레크 메라베트  | 남자 그레코로만형 67kg | 류한수 (KOR) · L 0–4 ST | 진출하지 못함                         | 진출하지 못함                | 진출하지 못함 | 진출하지 못함                        | 진출하지 못함 | 16        |
| 바시르 시드 알아자라 | 남자 그레코로만형 87kg | 빈칸                    | 펑페이 (CHN) · W 4–1 SP               | 잔 벨레뉴크 (UKR) · L 1–3 PP | 진출하지 못함 | 주라브 다투나슈빌리 (SRB) · L 1–3 PP | 진출하지 못함 | 7         |
| 아뎀 부젬린          | 남자 그레코로만형 97kg | 빈칸                    | 모하마드 하디 사라비 (IRI) · L 0–4 ST | 진출하지 못함                | 진출하지 못함 | 진출하지 못함                        | 진출하지 못함 | 15        |